# Lycorina moralesi
Lycorina moralesi är en stekelart som beskrevs av Ian D. Gauld 1997. Lycorina moralesi ingår i släktet Lycorina och familjen brokparasitsteklar. Inga underarter finns listade i Catalogue of Life.